# Apocryphe biblique
Pour les articles homonymes, voir Apocryphe.
Un apocryphe (du grec ἀπόκρυφος / apókryphos, « caché ») est un écrit dont l'authenticité n'est pas établie. Dans le domaine biblique, l'expression désigne, à partir de la construction des canons, un texte jugé inauthentique par les autorités religieuses.
Le terme a plusieurs sens. Jérôme de Stridon nomme « apocryphes » les livres deutérocanoniques de l’Ancien Testament et les considère comme non canoniques. Le qualificatif « apocryphes » est donné par les protestants à certains textes appelés deutérocanoniques par les catholiques. Ces textes se trouvent dans la Septante et la Vulgate, et sont absents de la Bible hébraïque. Les catholiques nomment « apocryphes » les livres de l’Ancien Testament, que les protestants nomment « pseudépigraphes ».
Certains apocryphes chrétiens sont interdits d'utilisation par la « Grande Église » pour des raisons théologiques. En dépit de leur condamnation, certains jouent un rôle non négligeable dans la vie ecclésiale comme le Protévangile de Jacques. Ces textes ont pu influencer la rédaction de plusieurs passages du Coran évoquant la vie de Jésus, à l'image de l'Évangile de l'enfance selon Thomas.

## Définition des écrits apocryphes
(mars 2023).

### Apocryphes et pseudépigraphes
En droit, on distingue les apocryphes (écrits qui ne proviennent pas de l'inspiration divine), des « pseudépigraphes » (écrits dont on ne peut assurer l'origine ou attribués à une personne qui ne peut pas en être l'auteur). L'exégèse moderne montre que c'est le cas de plusieurs textes canoniques.
Origène, l'un des premiers pères de l'Église, tend à assimiler textes pseudépigraphes et apocryphes :
« qui sont mis sous le nom des saints, entendant par saints les personnages bibliques, et qui sont en dehors des « Écritures canoniques ». […] Nous n'ignorons pas, dit-il, que beaucoup de ces écritures secrètes ont été composées par des impies, de ceux qui font le plus haut sonner leur iniquité, et que les hérétiques font grand usage de ces fictions : tels les disciples de Basilide. En règle générale, nous ne devons pas rejeter en bloc, ce dont nous pouvons tirer quelque utilité pour l'éclaircissement des saintes Écritures. C'est la marque d'un esprit sage de comprendre et d'appliquer le précepte divin : "Éprouvez tout, retenez ce qui est bon." »
Pour Origène, le doute sur l'authenticité (pseudoépigraphie) va de pair avec le doute sur l'« inspiration » (lié au caractère apocryphe) : si un livre n'a pas été écrit par le personnage biblique auquel il est attribué, c'est qu'il est probablement l'œuvre d'un impie.
En revanche, l'authenticité est le principal critère invoqué par une autorité religieuse pour justifier l'introduction ou le rejet d'un texte dans le canon. L'authenticité dépend de la confiance du lecteur à l'égard de cette autorité. Origène le montre et juge suspects les textes employés par ceux qu'il tient pour hérétiques (les disciples de Basilide). Origène, pourtant, ne rejette pas en bloc et a priori la lecture de tous les textes qu'il suspecte d'être apocryphes. En effet, l'orthodoxie chrétienne et le canon biblique ne sont pas encore fixés à son époque.
Plus tard, Jérôme de Stridon utilise le terme « apocryphe » comme synonyme de « livre non canonique ». Ce sont les livres dits « deutérocanoniques » qu'il renvoie à la fin de sa Vulgate. Il ne les considère pas comme « cachés », « secrets » ou « hérétiques », mais comme d'un degré inférieur aux livres servant de « règle » (« canon ») à la doctrine chrétienne.

### Livres deutérocanoniques (apocryphes dans le protestantisme)
L'adjectif « deutérocanonique » (du grec δευτερος, « deuxième ») signifie « entré secondairement dans le canon ». Cela n'implique pas une hiérarchisation du degré d'inspiration.
L'Église catholique nomme « apocryphes » les textes qu'elle n'a pas retenus dans son canon. Les Églises issues de la Réforme les nomment « pseudépigraphes ». En ce qui concerne les écrits de l'Ancien Testament, elle nomme « deutérocanoniques » ceux que les Églises protestantes nomment « apocryphes ».
Le christianisme a d'abord tenu pour inspirée la Septante, qui contient de nombreux livres absents de la Bible hébraïque. Au XVIe siècle, les humanistes comme Érasme et Jacques Lefèvre d'Étaples, ainsi que les protestants, reviennent au texte hébreu, là où Jérôme avait compilé les sources grecques et hébraïques. Catholiques et orthodoxes font valoir que le canon court, retenu par les Églises réformées, a été fixé par des docteurs juifs au synode de Jamnia, après l'apparition du christianisme et en réaction contre lui. Les livres deutérocanoniques du Nouveau Testament sont généralement acceptés par les Églises chrétiennes.

### Recherche contemporaine: littérature apocryphe chrétienne ou apocryphes du Nouveau Testament?
Chez les auteurs contemporains, deux écoles se distinguent quant à la compréhension de la notion d'apocryphes :
- Les partisans d'une dichotomie entre apocryphes du Nouveau Testament et apocryphes de l'Ancien Testament ;
- Les partisans d'une distinction entre apocryphes juifs, parfois appelés écrits intertestamentaires, et apocryphes chrétiens.

Les premiers pourraient être qualifiés de plus « conservateurs ». L'utilisation de la notion d'apocryphes du Nouveau Testament est issue du travail de compilation des philologues des XVIIe-XIXe siècle. Ils ont constitué des grandes éditions d'apocryphes du Nouveau Testament.
Un article d'Éric Junod, l'un des fondateurs de l'Association pour l'étude de la littérature apocryphe chrétienne (AELAC) dont émane la revue Apocrypha  (ISSN 1155-3316), explique la raison du passage à l'appellation « littérature apocryphe chrétienne » par rapport à celle d'« apocryphes du Nouveau Testament » :
- L'expression « apocryphes du Nouveau Testament » laisse entendre que ces textes entretiennent un rapport étroit et nécessaire avec les textes du Nouveau Testament, rapport « qui peut être envisagé sous l'angle du plagiat, de la compétition, de l'opposition, du complément ou de l'errance »[7]. Elle implique un présupposé théologique.
- L'expression « apocryphes du Nouveau Testament » rattache les apocryphes à un corpus « défini, stable et daté »[8]. Or, les apocryphes ne constituent pas pour leur part un tel corpus, défini, stable et daté.
- L'expression « apocryphes du Nouveau Testament » rattache ces textes à des genres littéraires et pensées théologiques particuliers, ceux du Nouveau Testament. Or, les apocryphes proposent des genres littéraires et des pensées théologiques plus divers.
- L'expression « apocryphes du Nouveau Testament » rattache ces textes à une littérature normative et sainte. Or, tous les apocryphes ne sont pas nécessairement déterminés par cette littérature.
- En entretenant l'idée que le rapport au Nouveau Testament est déterminant, l'expression « apocryphes du Nouveau Testament » nuit à la lecture et à l'interprétation de ces textes.

L'expression « Littératures apocryphes chrétiennes » est donc préférée par cette association à « apocryphes du Nouveau Testament ».
Cette littérature est définie dans la présentation de l'association :

« L'Association pour l'étude de la littérature apocryphe chrétienne, fondée en 1981, a pour but l'édition critique, la traduction et le commentaire de tous les textes pseudoépigraphiques ou anonymes d'origine chrétienne qui ont pour centre d'intérêt des personnages apparaissant dans les livres bibliques ou qui se rapportent à des événements racontés ou suggérés par ces livres.
L'Association regroupe tous les chercheurs qui préparent l'édition d'un écrit apocryphe pour la Series apocryphorum du Corpus christianorum. »

Certains chercheurs, notamment dans le monde germanophone, refusent une définition aussi large de la notion d'apocryphes. Le principal problème d'une telle définition est la confusion avec d'autres genres littéraires de l'Antiquité chrétienne, et notamment le genre hagiographique.
Les membres de cette école se rapprochent de la notion d'« apocryphes du Nouveau Testament », telle qu'elle est définie dans les travaux précurseurs de Fabricius, Tischendorf et James.
Le rapport entre textes canoniques et textes apocryphes est décrit par Jens Schröter :

« À l'intérieur de ces écrits nous n'avons pas affaire à des « textes concurrents » du Nouveau Testament, mais à des mises à jour (Fortschreibungen) et à des enjolivements (Ausmalungen) de la substance (Stoffen) que l'on retrouve dans les textes devenus canoniques (« die in den kanonisch werdenden Texten begegnen ») »

Cette définition indique une relation avec les textes du Nouveau Testament que refusent les tenants de l'appellation « Littérature apocryphe chrétienne ». Les tenants de l'appellation « apocryphes du Nouveau Testament » maintiennent pour les apocryphes la quadripartition « évangiles – lettres apostoliques – actes d'apôtres – littérature apocalyptique ».
Un membre de cette école définit la notion d'apocryphe :

« « Apocryphe » est une désignation qui est utilisée pour ces textes (situés) dans les éditions modernes de textes non canoniques du christianisme antique, qui ne se retrouvent pas dans le canon du Nouveau Testament, mais qui sont nés en partie en parallèle à sa formation [au canon du Nouveau Testament] et qui ne se laissent pas incorporer à d'autres corpus – comme notamment la littérature « scientifique » ou apologétique des Pères de l'Église ou des prétendus « Pères Apostoliques » – ou bien de façon moins sensée. »

## Utilisation des apocryphes
(mars 2023).
L'historien Simon Claude Mimouni, analysant des apocryphes chrétiens, souligne qu'ils ont, à l'origine, une légitimité égale à celle des textes canoniques : « D'un point de vue historique, il convient de ne surtout pas considérer les récits canoniques comme supérieurs aux récits apocryphes. À l'époque de leur rédaction – vers la fin du Ier siècle et durant tout le IIe siècle – les uns et les autres avaient très certainement le même statut théologique », jusqu'au moment où le canon a été fixé. « C'est au sein d'une diversité doctrinale foisonnante – en partie gommée par la canonisation – que les récits apocryphes ont fleuri soit pour s'opposer à certaines tendances marginales (qui deviendront hétérodoxes), soit pour défendre certaines tendances majoritaires (qui deviendront orthodoxes) ».
Certains apocryphes sont précieux pour étudier les formes littéraires, comme le contexte de production des œuvres canoniques, et pour connaître les mouvements religieux dissidents du judaïsme et du christianisme anciens.

### Rôle des apocryphes chrétiens dans la vie ecclésiale

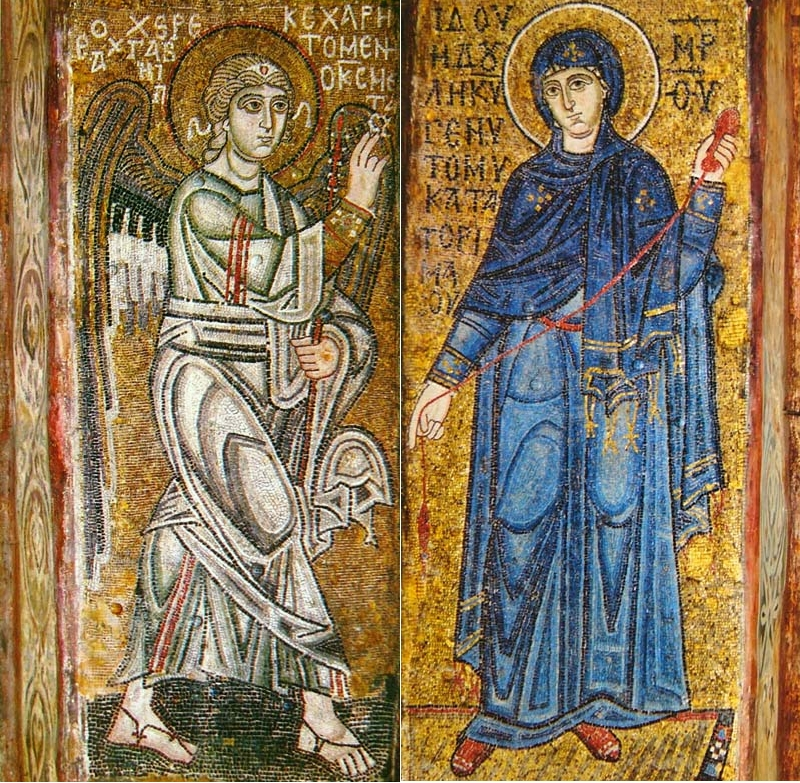
Mosaïque de l'Annonciation, XIe siècle, Kiev. Marie file la pourpre du Temple, détail provenant des apocryphes et notamment du Protévangile de Jacques, XI.

La « Grande Église » exclut d'utilisation certains apocryphes chrétiens pour des raisons théologiques. Enrico Norelli souligne l'importance dans l'imaginaire chrétien, au sein même de l'Église, des éléments contenus dans un évangile apocryphe comme le Protévangile de Jacques : les noms des parents de Marie (Joachim et Anne, canonisés au XVIe siècle) ; « l'âge avancé de Joseph ; la virginité in partu [virginité de Marie pendant l'accouchement], absente des textes devenus canoniques, clairement affirmée ici ; la naissance dans une grotte » ; « alors que d'un côté les autorités ecclésiales rejetaient fermement les apocryphes, de l'autre elles en prélevaient des éléments, passant sous silence leur origine ou les "blanchissant" via une nouvelle légitimation du récit ».
Une étude de la savante Els Rose a démontré que le Moyen Âge occidental utilisait des traditions apocryphes dans ses liturgies de commémoration des apôtres.
Certaines Églises produisent des traditions apocryphes pour fonder leurs légitimités apostoliques. Les Actes de Barnabé sont produits au milieu du Ve siècle pour obtenir l'autocéphalie de l'Église de Chypre. L'Église de Rome n'est pas à l'origine des apocryphes du IIe siècle relatant les missions de Pierre et Paul à Rome, mais elle fusionne ces traditions pour produire des textes mentionnant le martyre des apôtres le même jour.
Les premiers évangiles apocryphes sont utilisés comme exposés doctrinaux. Les suivants servent de matériaux aux récits hagiographiques et légendaires qui alimentent divers auteurs et contribuent à la formation de la mythologie médiévale.

### Le Coran et les apocryphes chrétiens
La question des sources chrétiennes employées pour la rédaction du Coran est régulièrement posée dans les recherches sur le Coran. Celui-ci partage avec certains textes chrétiens apocryphes de nombreuses scènes de vie de Marie et d'enfance de Jésus. Pour Guillaume Dye : « certains passages du Coran ont été composés par des rédacteurs qui ont une connaissance approfondie, non seulement du christianisme en général, mais aussi de certains textes chrétiens bien précis ». Un exemple est la Sourate 19 dont « le texte montre une large connaissance et une grande familiarité avec la littérature et les traditions chrétiennes puisqu'il est truffé de récits, de références et de motifs qui ont leur origine dans les traditions chrétiennes écrites, liturgiques ou populaires ».
Les principaux rapprochements entre Coran et apocryphes chrétiens sont les suivants :
- Consécration de Maryam (Marie), dans la Sourate 3, La famille d'’Imrān, 31 (Protévangile de Jacques) ;
- Vie de Marie au Temple, dans la Sourate 3, La famille d’'Imrān, 32, et la Sourate 19, Marie, 16 (Protévangile de Jacques) ;
- Généalogie noble de Marie, issue des grands patriarches, dans la Sourate 3, 33-34 (Protévangile de Jacques 1,1) ;
- ʿĪsā (Jésus) parle au berceau, dans la Sourate 3, La famille d’'Imrān, 41, et la Sourate 19, Marie, 30 (Évangile arabe de l'Enfance) ;
- Vœu d'Anne, dans la Sourate 3, 35 (Protévangile de Jacques 4,1) ;
- Naissance de Marie, dans la Sourate 3, 36 (Protévangile de Jacques 5,2) ;
- Dieu accepte la consécration de Marie, dans la Sourate 3, 37 (Protévangile de Jacques 5,1) ;
- Education exemplaire et sans tache de Marie, dans la Sourate 3, 37 (Protévangile de Jacques 5,1) ;
- Marie adoptée par le prêtre Zacharie, dans la Sourate 3, 37 (Protévangile de Jacques 7,2-3 et 8,1) ;
- Les anges apportent la nourriture à Marie, dans la Sourate 3, 37 (Protévangile de Jacques 8,1) ;
- Zacharie devint muet, dans la Sourate 3, 41 (Protévangile de Jacques 10,2) ;
- Les anges exaltent Marie, dans la Sourate 3, 42 (Protévangile de Jacques 11,1) ;
- Jésus anime des oiseaux en argile, dans la Sourate 3, La famille d’'Imrān, 43, et la Sourate 5, La Table, 110 (Évangile de l'enfance selon Thomas) ;
- Le tirage au sort pour la prise en charge de Marie, dans la Sourate 3, 44 (Protévangile de Jacques 8, 2-3 et 9,1) ;
- L'Annonciation faite à Marie, dans la Sourate 3, 45-47 (Protévangile de Jacques 11,2-3).
- Station sous un palmier, dans la Sourate 19, Marie, 23 (Évangile du Pseudo-Matthieu).

La question de l'intertextualité coranique exige de la prudence. Le Coran est un texte de l'Antiquité tardive. Il transmet « des concepts et des attentes de son époque ». Il peut présenter des ressemblances avec d'autres textes, sans qu'un lien direct avec un texte précis soit toujours prouvable.

## Listes d'apocryphes
Les apocryphes de l'Ancien Testament constituent un corpus de textes très variés de la littérature juive du IIe siècle av. J.-C. à la fin du Ier siècle, qui n'ont pris place dans aucun canon. Ils sont, pour la plupart, arrivés par l'intermédiaire du christianisme.
Appelés aussi écrits intertestamentaires, ils ne comprennent pas les écrits de Qumrân (André Dupont-Sommer les y incluait), ni les écrits philosophiques hellénistiques, les targoums et les écrits rabbiniques :
- Apocalypse d'Abraham
- Apocalypse d'Adam
- Apocalypse de Daniel (es)
- Apocalypse de Lamech (en) (1Q20, QapGen) ou Apocryphe de la Genèse (en) (1Q20, QapGen) ou Contes des Patriarches (en) (1Q20, QapGen)
- Apocalypse d'Élie (en)
- Apocalypse de Moïse ou Vie d'Adam et Ève
- Apocalypse d'Esdras ou 4 Esdras dans la Vulgate
- Apocalypse de Sedrach (en)
- Apocalypse grecque d'Esdras (en)
- Apocalypse de Sophonie
- Apocalypse d'Ézéchiel (en) ou Pseudo Ézéchiel (en)
- Apocalypse grecque de Baruch (de) ou 3 Baruch (de)
- Apocalypse syriaque de Baruch ou 2 Baruch
- Apocryphe de la Genèse (en) (1Q20, QapGen) ou Apocalypse de Lamech (en) (1Q20, QapGen) ou Contes des Patriarches (en) (1Q20, QapGen)
- Ascension de Moïse ou Testament de Moïse
- Ascension d'Isaïe
- Barkhi Nafshi (en) (4Q434-438)
- 4 Baruch (en) ou Paralipomènes de Jérémie (en)
- Bénédictions sacerdotales pour les derniers jours (en) (1QSb) ou Seconde règle annexe de la Communauté (en) (1QSb)
- Chant du Maskil (en) (4Q510-511) ou Chant du Sage (en) (4Q510-511)
- Chant du Sacrifice du Sabbat (en) (4Q400-407, 11Q17) ou Liturgie angélique (en) (4Q400-407, 11Q17)
- Chant du Sage (en) (4Q510-511) ou Chant du Maskil (en) (4Q510-511)
- Charte pour Israël durant les derniers jours (en) (1QSa) ou Première règle annexe de la Communauté (en) (1QSa)
- Combat d'Adam et Ève
- Commentaire de la Genèse (en) (4Q252, 4Q253, 4Q254, 4Q254a)
- Commentaire de Nahum (en) (4Q169, 4QpNah)
- Commentaire d'Habaquq (en) (1QpHab)
- Commentaire des Psaumes
- Contes des Patriarches (en) (1Q20, QapGen) ou Apocalypse de la Genèse (en) (1Q20, QapGen) ou Apocryphe de Lamech (en) (1Q20, QapGen)
- Document de Damas (4Q265-73, 5Q12 et 6Q15)
- Document de Melchisédech (en) (11Q13, 11QMelch)
- 4 Esdras dans la Vulgate ou Apocalypse d'Esdras
- Échelle de Jacob (en)
- Florilège
- Grand Rouleau d'Isaïe (1QIsaa)
- 1 Hénoch "Hénoch éthiopien"
- 2 Hénoch "Le livre des secrets d'Henoch"
- 3 Hénoch "Hénoch hébreu"
- Histoire de la captivité à Babylone (en)
- Histoire des Rékabites (en)
- Joseph et Aseneth (en)
- Jubilés
- La Guerre du Messie (en) (4Q285+11Q14)
- Livre des Géants
- Le Livre des Mystères (1Q27, 4Q299-301)
- Légende de Soliman ou Sceau de Salomon
- Lettre d'Aristée
- Lettre halakhique (4Q394-399) ou Manifeste sectaire (4Q394-399)
- Liturgie angélique (en) (4Q400-407, 11Q17) ou Chant du Sacrifice du Sabbat (en) (4Q400-407, 11Q17)
- Livre perdu de Jasher (en)
- 3 Maccabées
- 4 Maccabées
- Manifeste sectaire (4Q394-399) ou Lettre halakhique (4Q394-399)
- Manuel de discipline ou Règle de la Communauté (1QS, 4QS, 5Q11, 5Q13)
- Martyre d'Isaïe
- Nouvelle Jérusalem (11Q18)
- Odes de Salomon
- Oracles sibyllins
- Paralipomènes de Jérémie (en) ou 4 Baruch (en)
- Pasteur d'Hermas
- Petit Rouleau d'Isaïe (1QIsab)
- Pièges de la femme
- Prière de Joseph (en)
- Prière de Manassé
- Psaumes 151 à 155 (en) ou Psaumes apocryphes de David (en)
- Psaumes apocryphes de David (en) ou Psaumes 151 à 155 (en)
- Psaumes de Salomon
- Pseudo Ézéchiel (en) ou Apocalypse d'Ézéchiel (en)
- Questions d'Esdras
- Règle de la Communauté ou Manuel de discipline (1QS, 4QS, 5Q11, 5Q13)
- Règle de la Bénédiction (en) (1QSb) ou Seconde règle annexe de la Communauté (en) (1QSb)
- Règle de la Congrégation (en) (1QSa) ou Première règle annexe de la Communauté (en) (1QSa)
- Règle de la Guerre (1QM) ou Rouleau de la guerre des Fils de Lumière contre les Fils des Ténèbres (1QM)
- Rouleau de cuivre (3Q15)
- Rouleau des Hymnes (en) (1QH)
- Rouleau du Temple (11Q19)
- Sceau de Salomon ou Légende de Soliman
- Testament d'Abraham
- Testaments des douze patriarches
  - Testament d'Aser
  - Testament de Benjamin
  - Testament de Dan
  - Testament de Gad
  - Testament d'Issachar
  - Testament de Joseph
  - Testament de Juda
  - Testament de Lévi
  - Testament de Nephtali
  - Testament de Ruben
  - Testament de Siméon
  - Testament de Zabulon
- Testament d'Isaac (en)
- Testament de Jacob (en)
- Testament de Jérémie
- Testament de Job (en)
- Testament de Moïse ou Ascension de Moïse
- Testament de Qehath (en)
- Testament de Salomon
- Testimonia (4Q175)
- Vie d'Adam et Ève ou Apocalypse de Moïse
- Vies des prophètes
- Vision d'Esdras

### Écrits
- Le Livre de Adam ou Vie de Adam existe en langue syriaque et arabe à la Bibliothèque du Vatican, et la Vie de Adam et Ève, traduite du grec et du latin et publiée en fin XVIIIe siècle, ont tous l’apparence d’une origine hébraïque. Le livre du Combat d'Adam et Ève se trouve intégralement en ge'ez, Gadla Adan wa Hewan, au British Museum Oriental sous Mss 751, dont la transcription des noms est conforme à l’arabe. Ce récit du combat d’Adam et Ève contre Satan relate des faits connus à la Bible et au Coran, et corrobore presque intégralement avec d’autres apocryphes tels que la Caverne des trésors (syriaque et arabique), les Mystères cachés des livres de Seth (syriaque), le Livre de la pénitence d’Adam (géorgien et arménien), l’Entretien d’Adam avec son fils Seth (syriaque), le Yaschar ou Livre du Juste (hébraïque), autant avec les Chronologies sacrées d’historiens réputés tels que Tabari, Flavius, Mas’udi et Saint Ephrem. Certaines dates divergent d’un récit à l’autre, comme on le voit aussi dans la transcription de certains noms.
- André Dupont-Sommer et Marc Philonenko (directeurs), La Bible. Écrits intertestamentaires, éditions Gallimard, Bibliothèque de la Pléiade, no 337, 1987. Ce volume contient les textes suivants :
  - Écrits qoumrâniens : Règle de la communauté, Rouleau du Temple, Écrit de Damas, Règlement de la Guerre, Rouleau des Hymnes (en), Psaumes pseudo-davidiques, Commentaires bibliques, Apocryphe de la Genèse (en), Fragments importants divers.
  - Pseudépigraphes de l'Ancien Testament : Hénoch, Jubilés, Testaments des douze Patriarches, Psaumes de Salomon, Testament de Moïse, Martyre d'Isaïe, Oracles sibyllins, Apocalypse grecque de Baruch (de), Livre des secrets d'Hénoch, Livre des Antiquités bibliques, Quatrième livre d'Esdras, Apocalypse syriaque de Baruch, Joseph et Aséneth (en), Testament de Job (en), Testament d'Abraham, Apocalypse d'Abraham, Paralipomènes de Jérémie (en), Vie d'Adam et Ève, Apocalypse d'Élie (en).
- Jean-Pierre Mahé et Paul-Hubert Poirier (directeurs), Bibliothèque de Nag Hammadi, éditions Gallimard, Bibliothèque de la Pléiade, 2007  (ISBN 2070113337)
- François Bovon et Pierre Geoltrain (éditeurs), Écrits apocryphes chrétiens, volume I, éditions Gallimard, Bibliothèque de la Pléiade, no 442, 1997. Le volume I contient les textes suivants :
  - Sur Jésus et Marie : Prédication de Pierre, Évangile selon Thomas, Évangile secret de Marc, Protévangile de Jacques, Évangile de l'enfance du pseudo-Matthieu, Livre de la nativité de Marie, Dormition de Marie du pseudo-Jean, Histoire de l'enfance de Jésus, Vie de Jésus en arabe, Évangile de Pierre, Questions de Barthélemy (en), Livre de la résurrection de Jésus-Christ par l'apôtre Barthélemy (en), Épître des apôtres (en), Fragments évangéliques.
  - Visions et révélations : Ascension d'Isaïe, Apocalypse d'Esdras, Apocalypse de Sedrach (en), Vision d'Esdras, Cinquième livre d'Esdras, Sixième livre d'Esdras, Odes de Salomon, Apocalypse de Pierre, Apocalypse de Paul Livre de la révélation d'Elkasaï.
  - Sur Jean-Baptiste et les apôtres : Actes d'André, Actes de Jean, Actes de Pierre, Actes de Paul, Actes de Philippe (en), Actes de Thomas, Doctrine de l'apôtre Addaï, Légende de Simon et Théonoé, Éloge de Jean-Baptiste, Correspondance de Paul et de Sénèque.
- Pierre Geoltrain et Jean-Daniel Kaestli (éditeurs), Écrits apocryphes chrétiens, volume II, éditions Gallimard, Bibliothèque de la Pléiade, no 516, 2005. Le volume II contient les textes suivants :
  - Sur Jésus et d'autres figures évangéliques : Évangile selon Marie, Histoire de Joseph le charpentier, Dialogue du paralytique avec le Christ, Sur le sacerdoce du Christ ou Confession de Théodose, Homélie sur la vie de Jésus et son amour pour les apôtres, Livre du coq, Assomption de Marie ou Transitus grec « R », Évangile de Nicodème ou Actes de Pilate, Rapport de Pilate, Réponse de Tibère à Pilate, Comparution de Pilate, Déclaration de Joseph d'Arimathée, Lettre de Pilate à l'empereur Claude, Vengeance du Sauveur (la), Mort de Pilate (la).
  - Sur les apôtres : Vies des prophètes, Listes d'apôtres et de disciples, Actes d'André et Matthias (en), Actes de Pierre et André, Martyre de Matthieu, Martyre de Marc l'évangéliste, Actes de Timothée (en), Actes de Tite, Actes de Barnabé, Actes de Thaddée (en), Martyre de Thaddée arménien, Actes de Jean à Rome, Passion de Pierre (dite du pseudo-Linus), Passion de Jacques frère du Seigneur, Passion de Philippe, Passion de Jacques frère de Jean, Passion de Barthélemy, Passion de Matthieu, Passion de Simon et Jude, Prédication de Barthélemy dans la ville de l'Oasis et martyre de Barthélemy, Actes de Matthieu dans la ville de Kahnat et martyre de Matthieu en Parthie, Prédication de Jacques fils de Zébédée et martyre de Jacques fils de Zébédée, Martyre de Luc.
  - Visions et révélations : Première Apocalypse apocryphe de Jean, Apocalypse de Thomas, Oracles sibyllins.
  - Lettres : Lettre de Paul aux Laodicéens, Lettre de Jésus-Christ sur le dimanche, Lettre de Lentulus, Épître du pseudo-Tite.
  - Roman pseudo-clémentin : Homélies, Reconnaissances.

- La collection des éditions Brepols Corpus Christianorum Series Apocryphorum a vocation à rassembler des éditions critiques de textes apocryphes chrétiens. C'est donc une collection principalement à destination des chercheurs (certains textes sont traduits, mais pas tous). À noter que les chercheurs peuvent avoir encore à se référer à d'autres éditions, plus anciennes, car la collection Corpus Christianorum Series Apocryphorum est loin de couvrir tout le champ des apocryphes chrétiens.
- En revanche, la collection Collection de Poche de l'AELAC est à destination du grand public. Ne sont données que des traductions et des notes allégées. Il n'y a pas d'apparats critiques.
- La liste la plus à jour des Écrits Apocryphes se trouve dans deux Clavis, utilisée par les chercheurs en ce domaine :
  - Maurice Geerard, Clavis Apocryphi Novi Testamenti, éditions Brepols, 1992, pour les textes se rapportant aux personnages du Nouveau Testament.
  - Jean-Claude Haelewyck, Clavis Apocryphi Veteris Testamenti, éditions Brepols, 1998, pour les textes se rapportant aux personnages de l'Ancien Testament.

Ces ouvrages ne sont pas exhaustifs : des textes ont pu être découverts ou édités depuis leur parution.

### Études
- Édouard Cothenet, Découvrir les Apocryphes chrétiens, éditions Desclée de Brouwer, 2009
- Bart D. Ehrman, Les Christianismes disparus : la bataille pour les Écritures, apocryphes, faux et censures, Paris, Bayard Culture, 2007, 415 p.  (ISBN 978-2-227-47617-2) et  (ISBN 2-227-47617-6)
- Robert Graves et Raphael Patai, Les Mythes hébreux, éditions Fayard, Paris, 1987 (éd. origin. en anglais 1964)
- Les Apocryphes chrétiens des premiers siècles, mémoire et traditions, collectif, éditions Desclée de Brouwer, mai 2010, N°  (ISBN 2220061019) (analyse sur nonfiction.fr)
- Jean-Daniel Kaestli et Daniel Marguerat (dir.), Le Mystère apocryphe. Introduction à une littérature méconnue, 2e édition, Genève, éditions Labor et Fides, coll. Essais bibliques, no 26, 2007,  (ISBN 978-2-8309-1241-8)
- David Sidersky, Les Origines des légendes musulmanes dans le Coran et dans les vies des prophètes, éditions Paul Geuthner, Paris, 1933
- Geneviève Gobillot, article « Apocryphes de l'Ancien et du Nouveau Testament » in M. Ali Amir-Moezzi (dir.) Dictionnaire du Coran, éditions Robert Laffont, 2007, p. 57-63
- Madeleine Scopello, Les Évangiles apocryphes, éditions Plon, 2007
- Jean-Daniel Dubois, Les Apocryphes chrétiens, éditions J'ai lu, 2007
- Jens Schröter, Les évangiles apocryphes. Jésus en dehors de la Bible, (trad. de l'all. par Johannes Honigmann), Genève, Labor et Fides, 2022 (2020)

### Éditions et traductions récentes
- Corpus Christianorum Series Apocryphorum, Brepols
- Revue Apocrypha, Brepols
- Présentation par les éditions de la Pléiade : 34 textes apocryphes, Aelac, université de Lausanne
- Association pour l'étude de la littérature apocryphe chrétienne, Aelac, université de Lausanne
- Voltaire, article « Apocryphe » du Dictionnaire philosophique